# Jacques Savary
Jacques Savary, nacido en 1622 en Doué-la-Fontaine y fallecido en 1690 en París, fue un financiero y economista francés conocido por ser el autor de un manual sobre comercio, "Le Parfait Négociant" (1675), que fue traducido a varios idiomas.

## Biografía
Proveniente de una rama menor de una familia noble, nació el 22 de septiembre de 1622 en Doué-la-Fontaine. Su padre era François Savary, un comerciante, y su madre era Denise Guéniveau.
Destinado a hacer carrera en el comercio, fue embarcado en Châtelet con un fiscal parlamentario y luego con un notario. Luego se convirtió en aprendiz de comercio y se unió al gremio de mercaderes-merceros, dedicándose al comercio al por mayor. Habiendo acumulado una gran fortuna, abandonó el comercio en 1658 para ingresar a empresas financieras, donde perdió parte de la fortuna que había adquirido a través del comercio, y se convirtió en arrendatario de dominios reales con el apoyo de Fouquet. Después de perder este puesto tras la caída de Fouquet, logró sobrellevar la situación y ganó el favor del canciller Séguier, quien le encomendó la tarea de arbitrar numerosas cuestiones comerciales. En 1670, Colbert lo nombró en el Consejo de Reformas para el Comercio y participó en los trabajos que llevaron a la publicación de la ordenanza sobre comercio de 1673, precursora del código de comercio, a veces denominada, debido a la importancia de su contribución en su redacción, "Código Savary", siguiendo a Pussort, presidente de dicha comisión, que solía llamarlo así. Después de la muerte de Jean-Baptiste Colbert en 1683, el nuevo controlador general de finanzas Le Peletier lo encargó de investigar los asuntos financieros de las tierras de la Corona occidental.
También se encargó de los asuntos de la casa de Mantua en Francia.
Fue principalmente a solicitud de Pussort que decidió publicar sus trabajos. Compuso, basándose en los numerosos informes que había redactado para preparar la ordenanza, "Le Parfait Négociant", cuya primera edición se publicó en 1675. Esta obra obtuvo un gran éxito, adquirió una gran autoridad y rápidamente se convirtió en una referencia en la materia.
Jacques Savary. Considerado fundador de la ciencia de la acción. Lo que luego se denominaría economía de la empresa.
Contrajo matrimonio con Catherine Thomas, hija de un rico burgués de París. Tuvieron diecisiete hijos, once varones y seis mujeres, de los cuales seis fallecieron en la infancia y once le sobrevivieron. Entre ellos se encuentran:
Jacques Savary des Brûlons, autor del "Dictionnaire de commerce", y Louis-Philémon Savary, quienes continuaron la obra de su padre difundiéndola. Jacques Savary des Brûlons (1657-1716), inspector general de aduanas y escritor de economía conocido por su obra "Dictionnaire universel de commerce", y Louis-Philémon Savary (1654-1727), canónigo en la abadía de Saint-Maur-des-Fossés, quien se encargó de completar la edición del "Dictionnaire" después de la muerte de su hermano.

## Obras

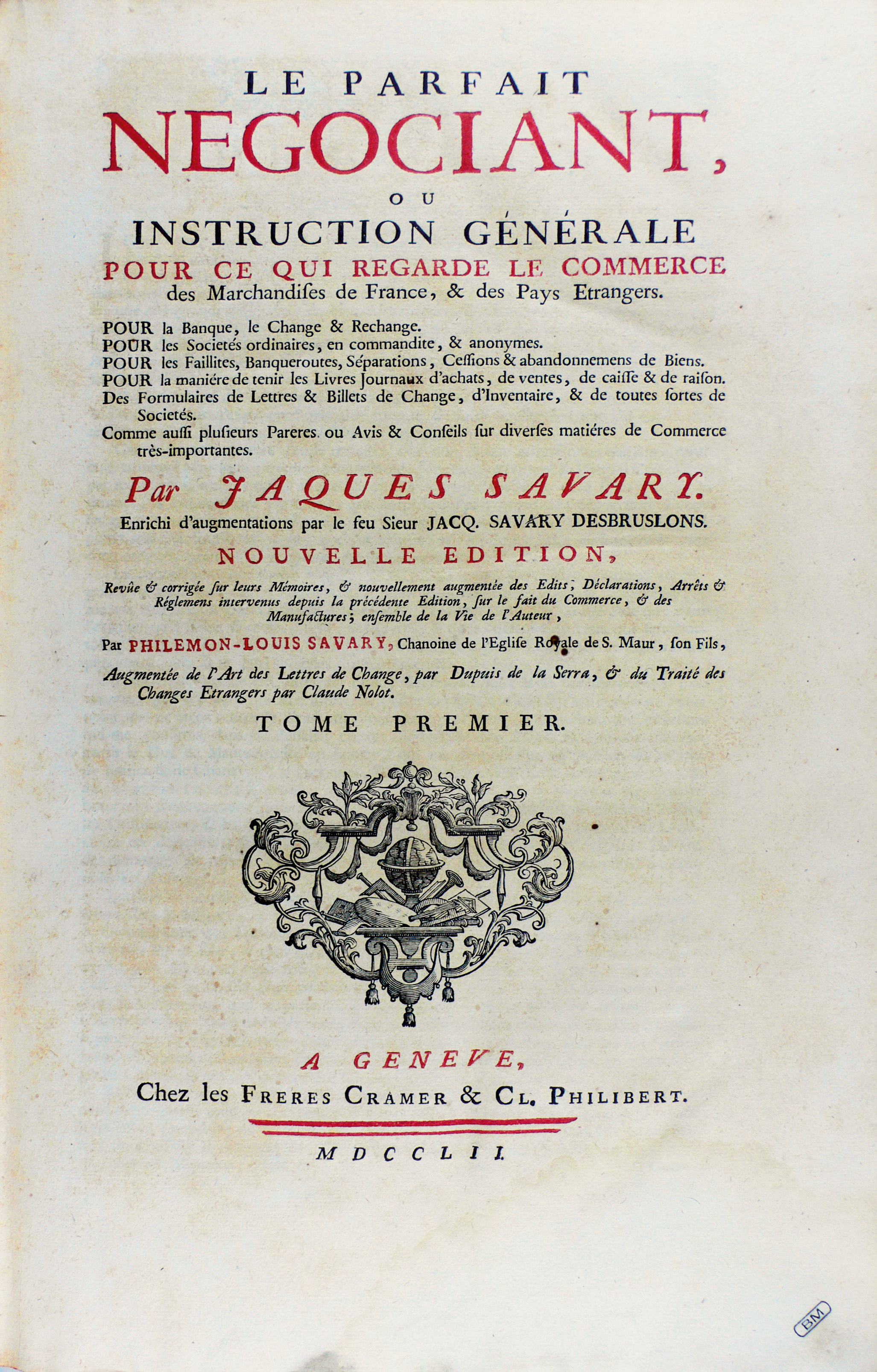
Le parfait négociant, es considerado el primer libro sistemático y completo por desarrollo de temas de administración de empresas.

Le Parfait négociant, ou Instruction générale pour ce qui regarde le commerce de toute sorte de marchandises, tant de France que des pays estrangers...", París, Louis Billaine, 1675. 
Les Parère, 1688. Que es una continuación o segundo tomo de la obra anterior.
Este tratado de economía (Le Parfait négociant) se publicó en París en 1675 con la intención de formar a las nuevas generaciones de comerciantes franceses. Esta obra fue reimpresa varias veces en poco tiempo y pronto se tradujo a varios idiomas extranjeros, siendo la primera de ellas en holandés, con la edición de Ámsterdam en 1683. La difusión de esta obra en el pensamiento de la época fue tal que influyó incluso en la redacción del código napoleónico.
Esta obra marcó la distinción entre dos términos ("marchand" y "négociant") que se estaban difundiendo en el léxico francés desde hacía algún tiempo y que indicaban la diferenciación social que se produjo en la Francia del siglo XVII. "Marchand" se refería al comerciante minorista, vendedor al por menor, relegado a la clase social más baja, el tercer estado; mientras que "négociant" se refería al comerciante mayorista, burgués que podía alcanzar grandes riquezas y prestigio en la sociedad francesa del Antiguo Régimen.
El autor publicó varias ediciones con correcciones y ampliaciones en vida. La obra fue pirateada en Francia y en el extranjero, donde fue traducida al inglés, neerlandés, alemán e italiano. Se reimprimió varias veces (la última edición data de 1800).
Les Parères, que fue su otra obra destacada "Les Parères, ou Avis et Conseils sur les plus importantes Matières de Commerce" ("Los Pareceres, o Consejos y Advertencias sobre los asuntos más importantes del comercio"). Fue publicada en 1688 y es una continuación de su obra anterior.
"Le Parfait Négociant" y "Les Parères" fueron reeditados por Droz en 2011 en 2 volúmenes (ilustrados) en francés moderno, acompañados de una introducción de 150 páginas y 21 anexos.